# Kerényi Imre
Kerényi Imre (Csopak, 1943. szeptember 28. – Budapest, 2018. augusztus 11.) Kossuth- és Jászai Mari-díjas magyar rendező, színigazgató, egyetemi tanár, politikus, publicista, érdemes és kiváló művész. A Bubik István-díj kuratóriumának tagja volt.

## Életpályája
Nagyszülei kapuvári származásúak voltak. Szülei, Kerényi László tanító és Börzsey Ilona négy gyermekének egyike (testvérei: Mária, László, és Ágnes). Testvérei közül Kerényi László vegyészmérnök, orvos-biológus, korábban Balatonalmádi polgármestere (1990–2002). Gyermekkorrában sokat költöztek, családjával lakott Sopronkövesden, Kapuváron, Csornán, Veszprémben majd Balatonalmádiban. 1961-ben érettségizett a győri Czuczor Gergely Bencés Gimnáziumban. 1961–1966 között a Színház- és Filmművészeti Főiskola színházrendező szakos hallgatója, Marton Endre osztályában. 1966–1978 között a Madách Színház rendezője volt. 1968–2010 között tanított a Színház- és Filmművészeti Főiskolán. 1978–1980 között a Szolnoki Szigligeti Színház igazgató-főrendezője volt. 1980–1983 között a Népszínház, 1983–1989 között pedig a Nemzeti Színház rendezője volt. 1989–2004 között a Madách Színház igazgató-művészeti vezetője. Korábban az MSZMP tagja, 1990-ben az MDF országgyűlési képviselőjelöltje volt. 1994–1997 között a Magyar Színházművészek Szövetségének, 1997–2001 között pedig a Magyar Színházi Társaság vezetőségi tagja volt. 2006-tól az V. kerületi City TV Kft. felügyelőbizottságának elnöke (Fidesz MPSZ/Jobbik Magyarországért Mozgalom).
2011 májusától „a tudatos nemzeti közjogi gondolkodás megalapozásával és ehhez kapcsolódva a magyar kulturális értékek megőrzésével és fejlesztésével összefüggő feladatok ellátásáért felelős miniszterelnöki megbízott”. Első feladata a 2011-ben elfogadott, 2012-ben hatályba lépő új alaptörvény (alkotmány) népszerűsítése, terjesztése volt. Az új alkotmányt az ún. "Alaptörvény asztalán" tették elérhetővé a lakosság számára 2011 és 2012 szeptembere között az önkormányzatoknál és kormányablakoknál.
Nevéhez fűződik a 2012-ben elindított „Nemzeti Könyvtár” sorozat, amely a magyar írott kultúra legjavát rendszerezi és teszi elérhetővé. A Nemzeti Könyvtár hét rovatra tagolódik.
2014-ben aktív részese volt a „Magyar krónika” című kormányközeli folyóirat elindításának.
1970-óta a Budapest V. kerületi Sütő utca lakója volt. Lakásának előző tulajdonosa Szomory Dezső volt.
2018. augusztus 11-én hosszan tartó, súlyos betegség következtében, családja körében hunyt el. A Miniszterelnökség és a Madách Színház saját halottjának tekinti. Halála estéjén az M5 emlékére leadta a Szerelmes földrajz című műsor róla szóló részét. Temetése napján emlékére az M5 levetítette az általa rendezett Csíksomlyói passió 1982-es színházi felvételét.
2018. augusztus 31-én kísérték utolsó útjára a budapesti Fiumei úti sírkertben. A szertartáson beszédet mondott Orbán Viktor miniszterelnök, Huszti Péter, a nemzet művésze és Götz Béla díszlettervező.
Korábban aktív részese volt a balatonalmádi néhai magtár épületének kulturális központtá való átalakításában. Az intézmény később felvette a nevét, Kerényi Imre Kult-Magtár néven működik. 2021-ben az épület falán domborművet helyeztek el róla.

## Magánélete
1970-től felesége Felkai Anikó. Két lánya született, Kerényi Kriszta Júlia (1978) és Kerényi Katalin Ilona (1988).

## Politikai pályafutása

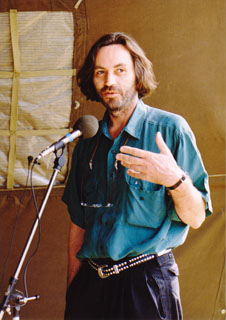
Kerényi Imre Balatonszárszón 1993-ban

Politikai pályafutását a pártállami MSZMP-ben kezdte. 1990-ben már az MDF veszprém megyei listás országgyűlési képviselő-jelöltje volt. Csurka Istvánnal szembenállt, óvott a „szélsőjobboldali veszélytől”, és részt vett az MSZP és az SZDSZ által is támogatott Demokratikus Charta sétáiban.
A későbbi években a fideszes események szervezésében vett részt.
2002-ben nyíltan kiállt a választásokon elbukott Fidesz mellett. Válaszul levelet kapott a Budapesti Színigazgatók Egyesületétől, melynek tagjai kinyilvánították nemtetszésüket. Kerényi Imrével a továbbiakban semmilyen formában nem kívántak együtt dolgozni (bár az egyesület létrehozásában Kerényi is aktívan részt vett). A levél aláírói: Bálint András, Jordán Tamás, Marton László, Meczner János, Léner Péter és Zsámbéki Gábor volt.
Publicistaként is részt vett a közéletben. A kétezres évek elején önállóan vezetett Szerintem című szatirikus politikai magazint a köztelevízióban; ez jegyzetszerű monológokból állt, amelyekben a napi politikai eseményeket kommentálta. A műsor 2004. október 27-ig vasárnap esténként a Hír TV-n volt látható; a televízió akkor felálló új műsorstruktúrájába nem fért bele az alkotók szerint „elegánsan kritikus”, a kormányzat lépéseit maró gúnnyal kommentáló véleményműsor. 2005 októberétől a DVTV (Demokrata Videó Televízió) korongján volt látható a műsor.
A magyar sajtó 2005–2006-ban kiterjedten foglalkozott politikai tartalmú beszédeivel, nyilatkozataival, Kerényi szerint túlzásokkal, szenzációhajhászással és torzításokkal telve, szavait szándékosan eltorzítva, az általa bírált személyek azonban „méltóságukat megsértő stílusa” miatt több becsületsértési pert is indítottak ellene.
2011-ben az új alkotmányt népszerűsíteni hivatott festményekkel kapcsolatos akciója kapott éles kritikákat.
2013-ban az Alföldi Róbert vezette Nemzeti Színházat és a Színház- és Filmművészeti Egyetemet illető kritikája miatt került a bal- és jobboldali sajtó kereszttüzébe.

## Színházi rendezései

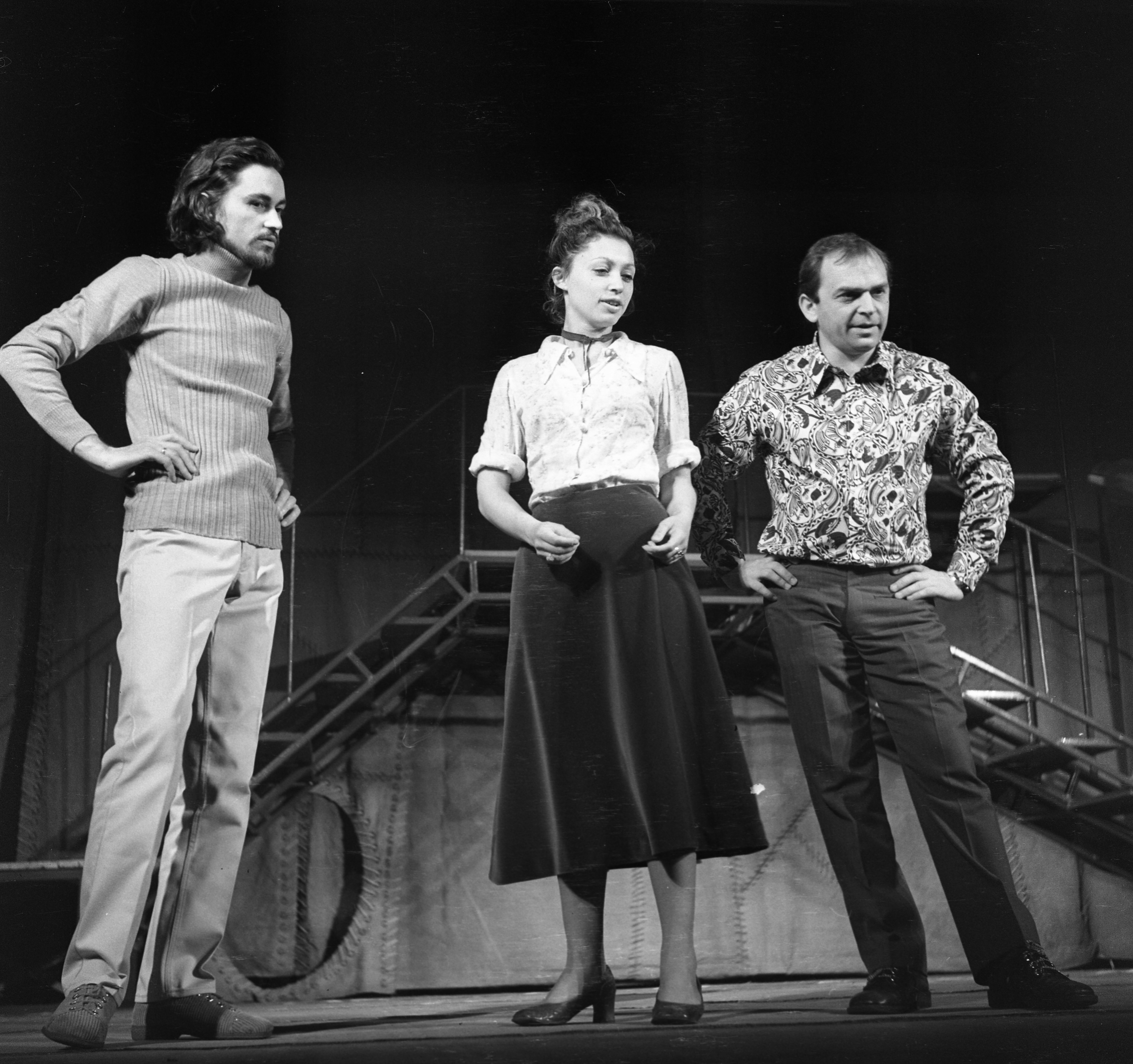
József Attila Színház, a Svejk a hátországban című darab próbáján 1972-ben, Pálos Zsuzsával és Bodrogi Gyulával (Urbán Tamás felvétele)

- Bertolt Brecht: Kivétel és szabály (1964)
- Cousin: Fekete opera (1965)
- George Bernard Shaw: Caesar és Cleopatra (1966)
- Tarbay Ede: Hét szem mazsola (1966)
- Tennessee Williams: Amíg összeszoknak (1966)
- Gáli József: A tűz balladája (1967)
- Scarnicci-Tarabusi: Kaviár és lencse (1967, 1994)
- James Cooper: Az utolsó mohikán (1967)
- Hubay Miklós: Nero játszik - a fenevad hét komédiája (1968)
- Szép Ernő: Lila ákác (1968)
- Sarkadi Imre: A próféta (1968)
- Hubay Miklós: Antipygmalion (1968)
- Keroul-Barré: Léni néni (1969, 2002)
- Szép Ernő: Azra (1969)
- Tolsztoj: Rakéta (1969)
- Fejes Endre: Vonó Ignác (1969)
- Scribe: Sakk-matt (1970)
- Weiss: Makinpot úr, avagy miként hajtják belőle az ő nyavalyáit (1970)
- Görgey Gábor: Noé (1970)
- Thomas: Charley nénje (1970, 1990)
- Lovászy-Róna: Robin Hood (1970)
- Gribojedov: Az ész bajjal jár (1970)
- Görgey Gábor: Cápák a kertben (1971)
- Aldobolyi Nagy György: Svejk a hátországban (1971)
- Schmidt: Te, meg én (1971)
- Tamási Áron: Énekes madár (1971, 1973, 1987)
- Vészi Endre: A hosszú előszoba (1972)
- Schönthan: A szabin nők elrablása (1972)
- Shaw: Candida (1972)
- Szirmai Albert: Mágnás Miska (1972)
- Gershe: A pillangók szabadok (1972)
- Csenki Imre: Cigányok (1973)
- Shaw: Brassbound kapitány megtérése (1973)
- Tamási Áron: Csalóka szivárvány (1974)
- Weill: Mahagonny (1974)
- Gilbert: A házasságszédelgő (1974)
- Csehov: Cseresznyéskert (1974)
- Millar: Abelard és Heloise (1974)
- Karinthy Ferenc: Hetvenes évek (1975)
- Bródy Sándor: Mátyás király házasít (1975)
- Bródy Sándor: Lajos király válik (1975)
- Bródy Sándor: A fejedelem (1975)
- Vörösmarty Mihály: Csongor és Tünde (1976)
- Gyurkovics Tibor: Isten nem szerencsejátékos (1976)
- William Shakespeare: Tévedések vígjátéka (1977)
- Brecht: Mahagonny tündöklése és bukása (1978)
- Tolsztoj: Legenda a lóról (1978)
- Bernstein: Candide, avagy az optimizmus (1979)
- Leigh: La Mancha lovagja (1979)
- Vörösmarty Mihály: Julius Caesar (1979)
- Priestley: Veszélyes forduló (1980)
- Ödön von Horváth: A végítélet napja (1981)
- Balogh–Kerényi: Csíksomlyói passió (1981, 1987, 1994, 2001)[Mj. 1]
- Kocsis István: Jászai Mari - A megkoszorúzott (1982)
- Kocsis István: Árva Bethlen Kata - Az újrakezdő (1982)
- Zilahy Lajos: Fatornyok (1982)
- Schubert-Berté: Három a kislány (1982)
- Illyés Gyula: Tiszták (1982)
- Moldova György: Titkos záradék (1983)
- Shakespeare: János király (1983–1984)
- Nemeskürty István: A betűk csendjében (1983)
- Szophoklész: Magyar Electra (1984)
- Koltai János: Albert Schweitzer (1984)
- Száraz György: Hajnali szép csillag (1985)
- Gaetano Donizetti: Rita (1985)
- Mozart: Színigazgató (1985)
- Szörényi Levente: István, a király (1985)
- Shakespeare: II. Richárd (1986)
- Vészi Endre: Don Quijote utolsó kalandja (1986)
- Shakespeare: V. Henrik (1986)
- Bond: Lear (1987)
- Kacsóh Pongrác: János vitéz (1987)
- Hamlisch: Michael Bennett emlékére (1988)
- Szörényi Levente: Fehér Anna (1988)
- Weöres Sándor: A kétfejű fenevad (1989)
- Németh Ákos: Lili Hofberg (1990)
- Miroslav Krleža: Terézvári garnizon (1990)
- Shakespeare: Lear király (1991)
- Goggin: Apácák (1992)
- Erkel Ferenc–Katona József: Bánk bán (1993–1994, 2009, 2011)
- Shaffer: Amadeus (1993)
- Friedrich Schiller: Stuart Mária (1994, 1996)
- Kocsák Tibor: A vörös malom (1994)
- Sorkin: Becsületbeli ügy (1994)
- Bock: Hegedűs a háztetőn (1996, 2004)
- Farrell-Heller: Baby Jane (1997)
- Kodály Zoltán: Székelyfonó (1998)
- Ludwig: Csillagok Buffalóban (1998)
- Madách Imre: Az ember tragédiája (1999)
- Carlo Goldoni: Mirandolina (2001)
- Scribe: Egy pohár víz (2004, 2007)
- Miller: Édes fiaim (2005, 2009)
- Shakespeare: Hamlet, dán királyfi (2005, 2008)
- Móricz Zsigmond: Úri muri (2007)
- Kundera-Kaufman: A lét elviselhetetlen könnyűsége (2008)
- Gems: Marlene (2009)
- Arbuzob: Kései találkozás (2010)
- Bradányi Iván: Kék angyal (2010)
- Bródy Sándor: A tanítónő (2010)
- Alekszej Arbuzov: Kései találkozás (2010)
- Katona József: Bánk bán (2011)
- Hunyady Sándor: Feketeszárú cseresznye (2012)
- Arthur Miller: Édes fiaim (2013)
- Szabó Magda: Az a szép, fényes nap (2014)
- Wass Albert: A funtineli boszorkány (2015)
- Fazekas István: A Béres (2016)
- Szerb Antal: EX (2016)
- Fazekas István: A méltatlan (2017)

## Filmjei
- Tisztújítás (1970)
- Ciklámen (1975)
- Kapupénz (1975)
- Tévedések vígjátéka (1979)
- A hosszú előszoba (1980)
- Égi madár (2011)

## Kötetei
- Balogh Elemér–Kerényi Imre: Csíksomlyói passió; Helikon, Bp., 1982
- Médiaegyensúly; Kairosz, Bp., 2003

## Díjai
- Jászai Mari-díj (1977)
- Érdemes művész (1981)
- Magyar Művészetért díj (1988)
- Kiváló művész (1989)
- Budapestért díj (1999)
- Kossuth-díj (2002)
- Madách-díj (2012)[33]
- Belváros-Lipótváros díszpolgára (2018) /posztumusz/[34]

## Portré
- Hogy volt?! – Mester és tanítványai: Kerényi Imre (2016)
- Szerelmes földrajz – Kerényi Imre (2017)